# Lilly Ledbetter

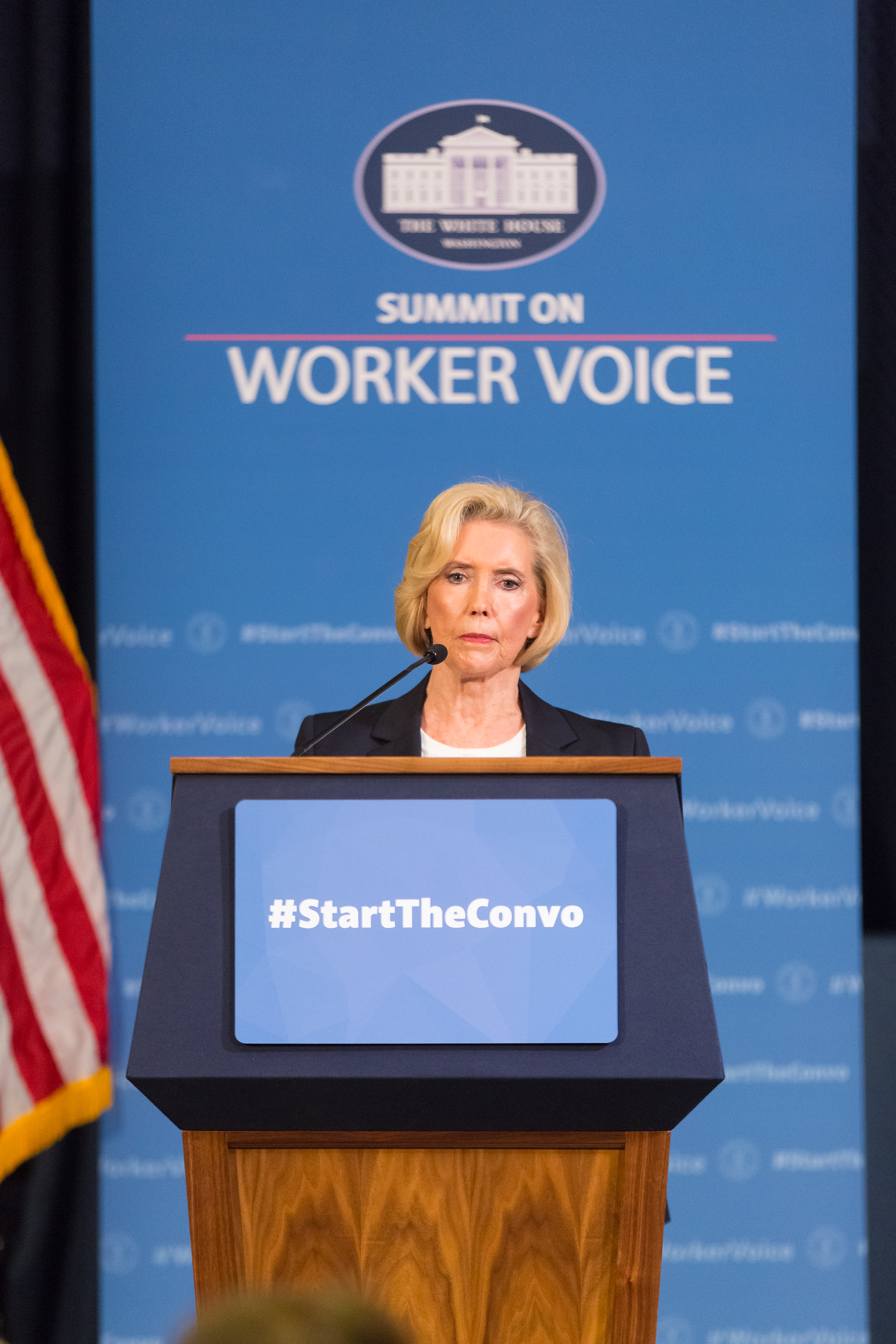
Ledbetter geeft een toespraak in 2016

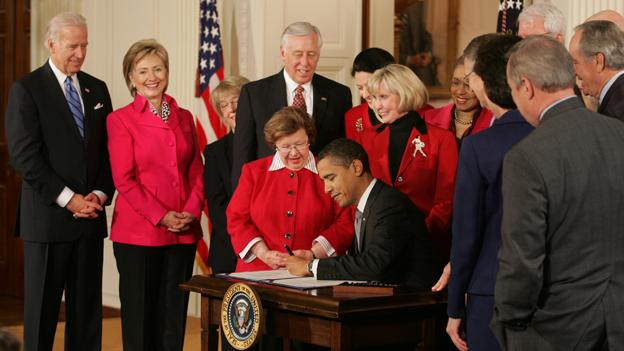
President Obama tekent de Lilly Ledbetter Fair Pay Act of 2009. Ledbetter staat aan rechterkant van Obama.

Lilly Ledbetter (Possum Trot (Alabama), 14 april 1938 – Birmingham (Alabama), 12 oktober 2024) was een Amerikaans activiste die zich inzette voor gelijke rechten voor vrouwen. Ook was ze spreker en auteur. Ze richtte zich vooral op gelijk salaris voor mannen en vrouwen. Ledbetter is opgenomen in de National Women's Hall of Fame.
In 1989 spande ze een rechtszaak aan tegen haar werkgever, de bandenfabrikant Goodyear, wegens discriminatie, omdat ze minder betaald had gekregen dan haar mannelijke collega's. Deze rechtszaak, Ledbetter v. Goodyear Tire & Rubber Co., bereikte het Hooggerechtshof, dat in 2007 tegen haar besloot. Het Hooggerechtshof besloot niet dat geen discriminatie had plaatsgevonden, maar dat de rechtszaak te lang na de salarisbeslissing was aangespannen. De rechtbank besloot dat werknemers geen rechtszaak tegen hun werkgever mogen aanspannen op basis van de Civil Rights Act of 1964 over salarisbeslissingen die meer dan 180 dagen daarvoor hebben plaatsgevonden. 
In reactie op de beslissing van het Hooggerechtshof nam het Amerikaans Congres in 2009 een wet aan, die naar haar vernoemd werd: de Lilly Ledbetter Fair Pay Act of 2009.
In 2012 kwam een autobiografie van Ledbetter uit, Grace and Grit: My Fight for Equal Pay and Fairness at Goodyear and Beyond.
Ledbetter overleed op 12 oktober 2024 op 86-jarige leeftijd.